# 卵叶岩荠
卵叶岩荠（学名：Cochlearia paradoxa），为十字花科岩荠属下的一个植物种。